# Grafton Architects

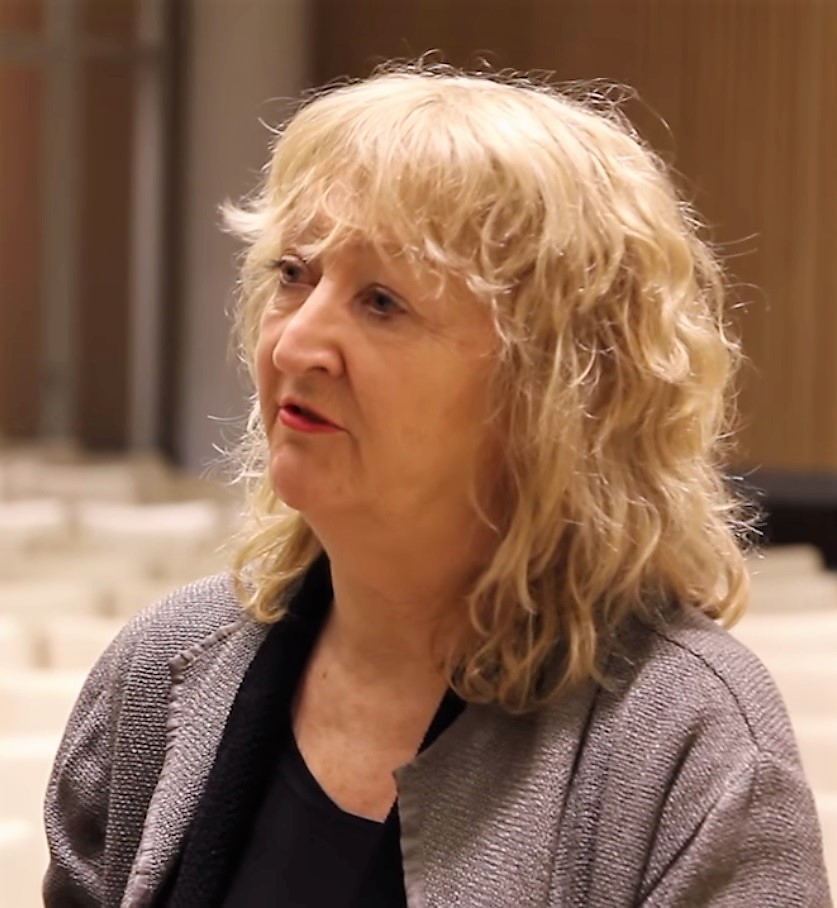
Yvonne Farrell

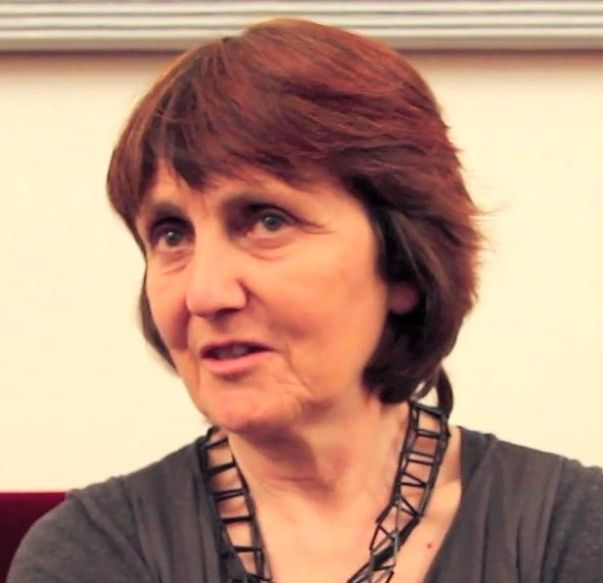
Shelley McNamara

Grafton Architects ist ein irisches Architekturbüro mit Sitz in Dublin. Gegründet wurde es 1978 von den Architektinnen Yvonne Farrell und Shelley McNamara. Beide wurden 2020 mit dem Pritzker-Preis, dem renommiertesten internationalen Architekturpreis, geehrt.
Seit 1992 haben Gerard Carty und Philippe O’Sullivan das Direktorium verstärkt. 2022 kamen Simona Castelli, Matt McCullagh und Kieran O’Brien dazu, Donal O’Herlihy, James Rossa O’Hare, David Healy, Joanne Lyons, Ivan O’Connell, Fiona Hughes, Anne Henry und Steven Connolly wurden zu stellvertretenden Direktoren benannt. Derzeit besteht das Team aus 35 Mitarbeitern.
Grafton Architects haben an zahlreichen Ausstellungen teilgenommen, darunter 2012 an der 12. Architektur-Biennale Venedig, die Sensing Spaces Exhibition 2014 in der Royal Academy of Arts in London, ein Pavillon für die Hundertjahrfeier der Stadt Barcelona 2014 und die Installation The Ogham Wall 2015 im Victoria & Albert Museum in London. 2018 waren Grafton Architects Kuratoren der 16. Architekturbiennale Venedig. Sie luden u. a. Maurus Schifferli, David Chipperfield, SANAA, Lacaton & Vassal, Paulo Mendes da Rocha, Rafael Moneo, Toyo Ito, Eduardo Souto de Moura und Aurelio Galfetti ein.

## Projekte und Auszeichnungen (Auswahl)
Einige realisierte Projekte sind in der zeitlichen Reihenfolge ihrer Fertigstellung aufgelistet:
- 2000: Wohnanlage North King Street Housing, Dublin 7[4]
- 2003: Dunshaughlin Civic Offices und One Stop Shop, County Meath[5]
  - 2003: Preis für das beste öffentliche Gebäude des Royal Institute of the Architects of Ireland (RIAI)
- 2003: Gemeinschaftsschule, North Kildare[6]
- 2006: Loreto Community School, Milford, Donegal
- 2008: Roentgen-Gebäude der Università Commerciale Luigi Bocconi, Mailand[7]
  - 2008: World Building of the Year Award beim World Architectur Festival (WAF)
- 2006: Erweiterung der Fakultät für Maschinenbau, Trinity College Dublin
- 2007: Gebäude der Finanzverwaltung, Dublin
- 2008: Adamstown Library and Civic Center, Dublin
- 2013: Medizinische Fakultät der University of Limerick
- 2015: Universitätscampus der Universidad de Ingeniería y Tecnología (UTEC), Lima (Peru)
  - 2016: International Prize des Royal Institute of British Architects (RIBA)
- 2016: Paul Marshall Building – London School of Economics
- 2019: Institut Mines-Telécom, Paris-Saclay[8]
  - 2020: Award der Architectural Association of Ireland (AAI)
  - 2020: RIAI International Award
- 2019: Toulouse School of Economics, Frankreich[9]
  - 2020: RIAI Learning Environments Award
  - 2020: Downes Medal der Architectural Association of Ireland (AAI)
  - 2021: Prix de l’Équerre d’argent, zusammen mit Vigneu & Zilio Architectes
- 2019: Town House der Kingston University, London[10]
  - 2021: Silbermedaille des International Prize for Sustainable Architecture Fassa Bortolo
  - 2021: RIBA London Award und Regional RIBA National Award
  - 2021: Architectural Association of Ireland Award
  - 2021: Civic Trust Award
  - 2021: Stirling-Preis
  - 2022: Daylight-Award
  - 2022: Mies van der Rohe Preis für Town House der Kingston University, London[11]
- 2020: Timber Research Centre (Holzforschungszentrum) der University of Arkansas, Vereinigte Staaten von Amerika[12]

## Auszeichnungen und Preise
Die nicht projektbezogenen Auszeichnungen sind in zeitlicher Reihenfolge aufgelistet:
- 2012: Silberner Löwe auf der 12. Architekturbiennale Venedig
- 2018: Blueprint Award für zeitgenössische Architektur
- 2020: Royal Gold Medal des Royal Institute of British Architects (RIBA)
- 2020: Pritzker-Preis

## Galerie

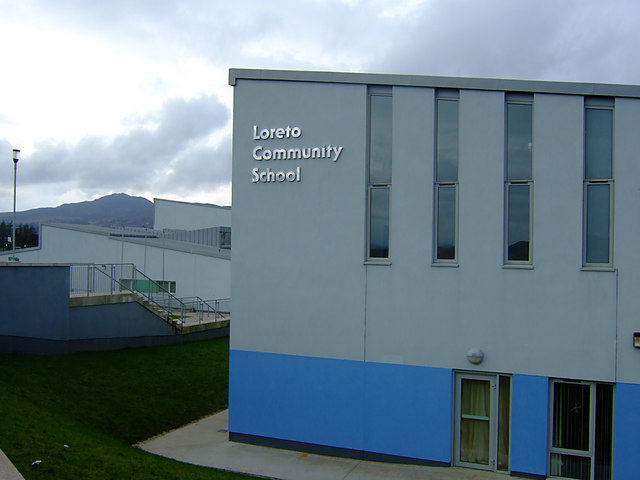
Loreto Community School, Irland
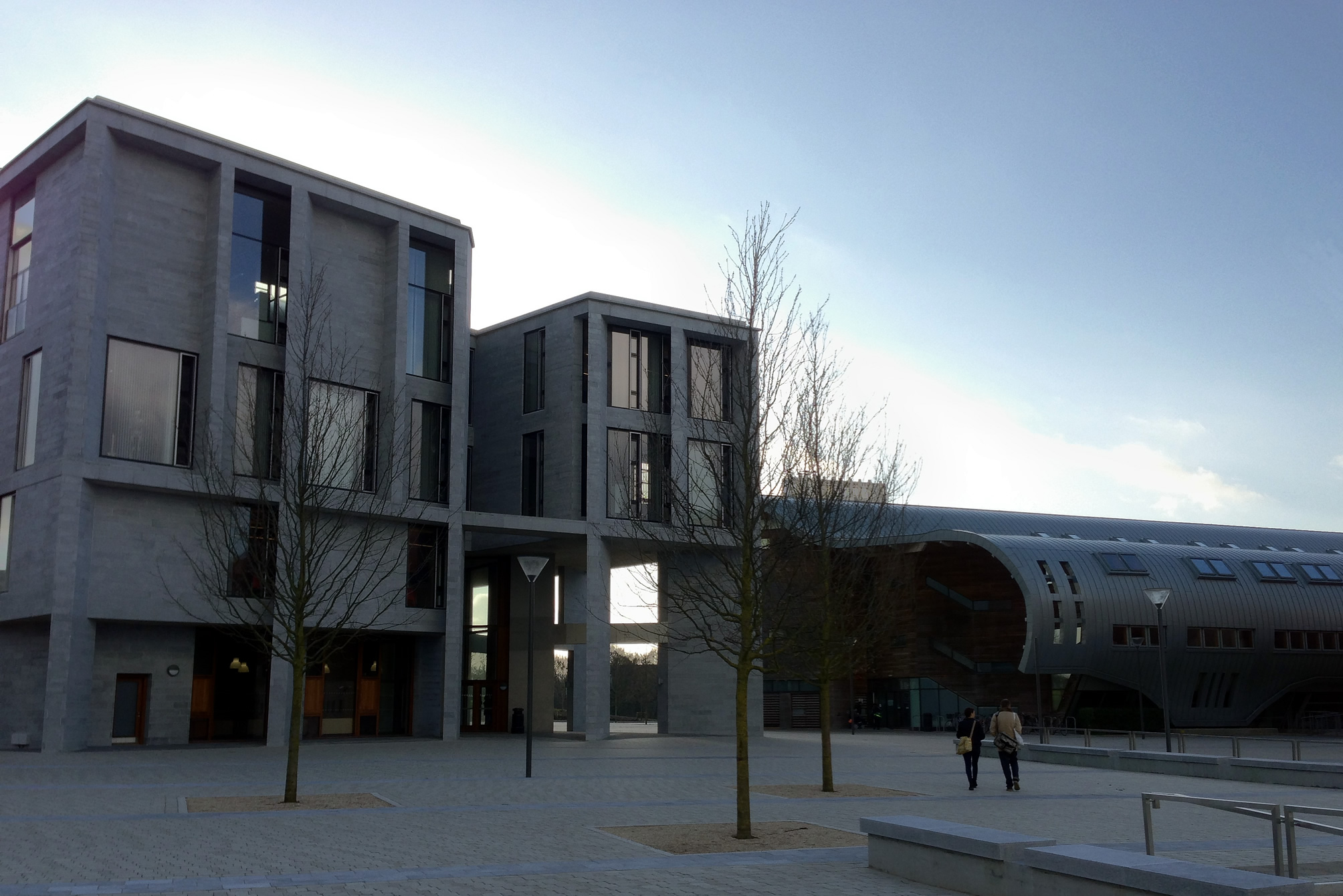
Medizinische Fakultät der University of Limerick, Irland
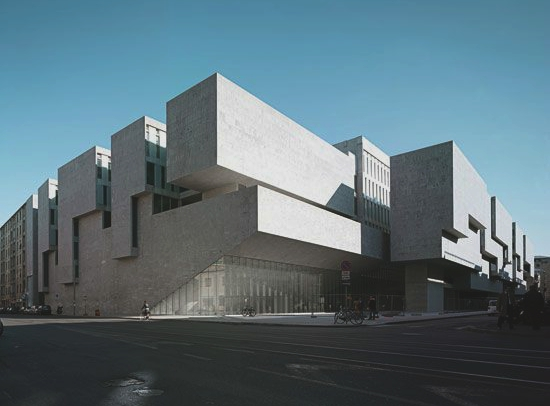
Roentgen-Gebäude, Università Luigi Bocconi, Mailand, Italien
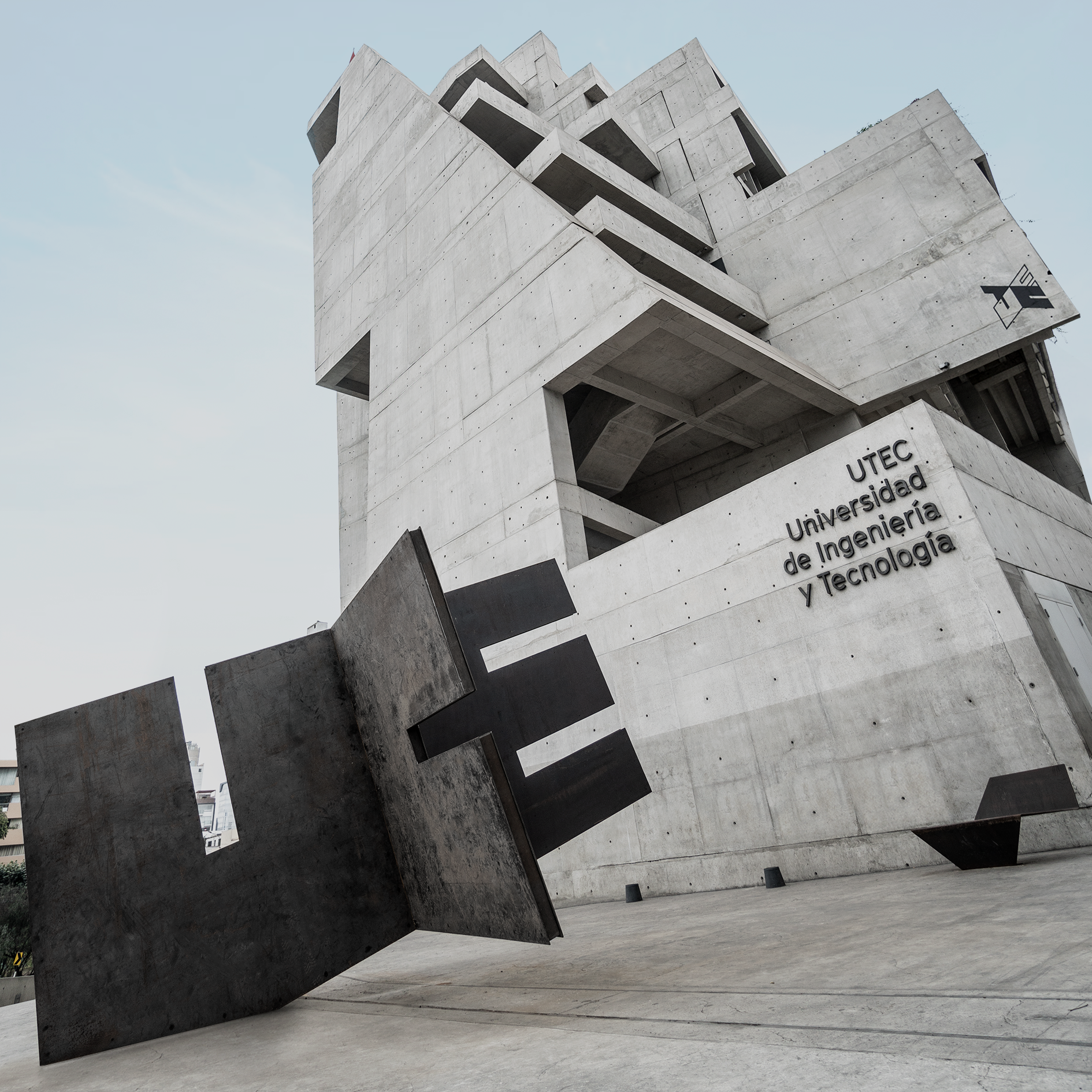
Universidad de Ingeniería y Tecnología, Lima, Peru
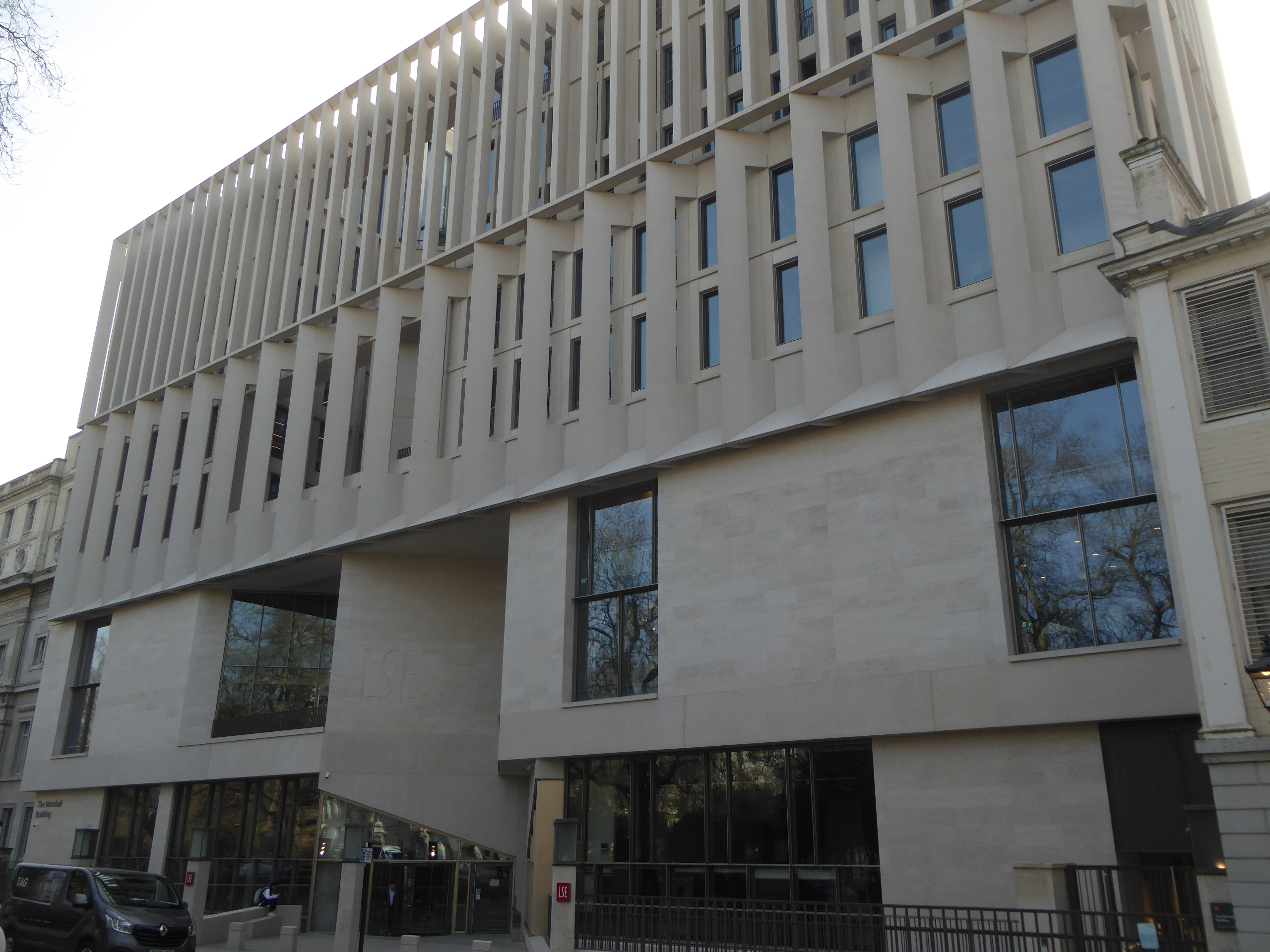
Paul Marshall Building, London School of Economics
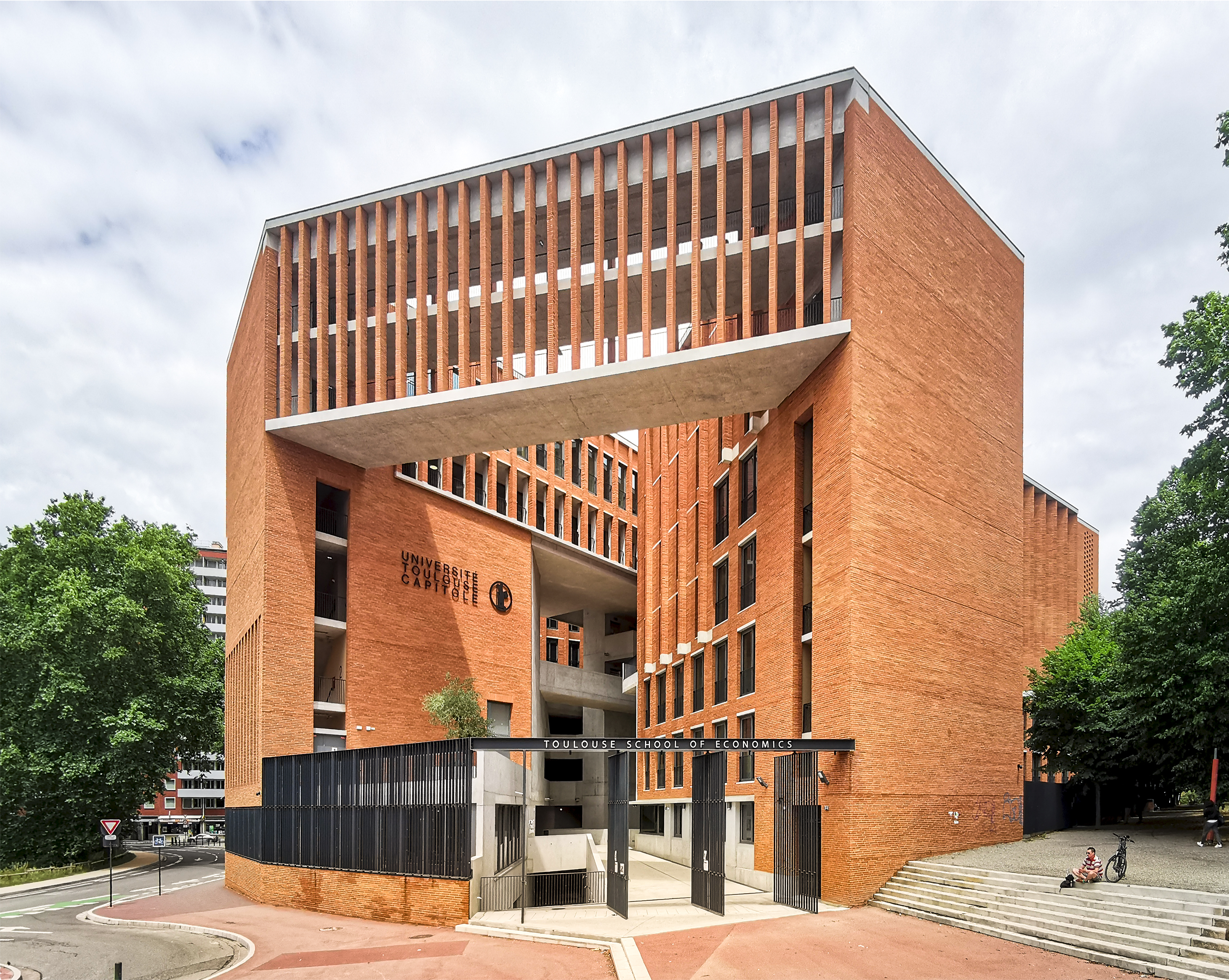
Toulouse School of Economics, Frankreich